# دیوید بکام
سِر دیوید رابرت جوزف بکام (انگلیسی: David Robert Joseph Beckham؛ زادهٔ ۲ مهٔ ۱۹۷۵) بازیکن سابق فوتبال اهل انگلستان و مدیر عامل کنونی باشگاه فوتبال اینتر میامی است. وی همچنین مالک ۱۰ درصد از سهام باشگاه سالفورد سیتی است. بکام در دوران حرفه‌ای فوتبال خود در پست هافبک برای تیم‌های باشگاهی همچون منچستر یونایتد، رئال مادرید، لس آنجلس گلکسی، آ.ث. میلان، پاری سن ژرمن و نیز تیم ملی فوتبال انگلستان بازی می‌کرد.
دیوید بکام فوتبال حرفه‌ای را از سن ۱۷ سالگی در باشگاه منچستر یونایتد شروع کرد. او به تیم اول این باشگاه آمد و تا پایان دوران حضور خود ۶ بار قهرمانی لیگ جزیره، ۲ بار قهرمانی جام حذفی انگلستان و نیز لیگ قهرمانان اروپا ۱۹۹۹ را با منچستر کسب کرد. بکام با اختلافی که با الکس فرگوسن پیدا کرده بود و پیشنهادی که اخیرا زین الدین زیدان هافبک سابق رئال مادرید در بازی که اخیرا منچستر و رئال مادرید داشتند و آن بازی را منچستر واگذار کرد داده بود در نهایت در سال ۲۰۰۳ به رئال مادرید پیوست و در فصل ۲۰۰۶-۲۰۰۷ با رئال قهرمان لا لیگا شد. او پس از چهار فصل حضورش در رئال مادرید به باشگاه فوتبال لس آنجلس گلکسی در لیگ برتر آمریکا رفت. او در سال‌های ۲۰۰۹ و ۲۰۱۰ دو فصل به آ.ث. میلان قرض داده‌شد. بکام نخستین بازیکن انگلیسی است که توانسته در لیگ چهار کشور گوناگون؛ انگلستان، اسپانیا، آمریکا و فرانسه به قهرمانی برسد. بکام همچنین از سال ۱۹۹۶ درحالی‌که ۲۱ ساله بود به تیم ملی انگلستان دعوت شد و مجموعاً در ۱۱۵ بازی ملی به میدان رفت. او شش سال کاپیتان انگلستان بود و سه جام جهانی ۱۹۹۸، ۲۰۰۲ و ۲۰۰۶ و نیز دو جام ملت‌های اروپا ۲۰۰۰، ۲۰۰۴ را تجربه کرد.
بکام در فوتبال با پاس‌ها، ضربه‌های آزاد و شوت‌های فنی و دقیق خود به موفقیتی رسید که به عنوان یکی از بهترین هافبک‌‌های نسل خود و تاریخ فوتبال برشمرده می‌شود. او دو بار از سوی فیفا به عنوان دومین بازیکن سال فوتبال جهان برگزیده شد و یک بار هم نامزد دریافت توپ طلای اروپا شد. در سال ۲۰۰۴ پله نام او را به عنوان یکی از بهترین بازیکنان ادوار فوتبال در فهرست فیفا ۱۰۰ قرار داد. او در می ۲۰۱۳ با ۱۹ قهرمانی، پس از گذشت بیست سال از دوران حرفه‌ای خود اعلام بازنشستگی کرد.
بکام همواره یکی از پردرآمدترین فوتبالیست‌های جهان و یک مدل تبلیغاتی سودآور برای برندهای بزرگ جهان محسوب می‌شود. او هم‌اکنون به جز فوتبال در زمینه تجارت نیز فعال است. بکام از سال ۱۹۹۹ با همسرش ویکتوریا آدامز (بکام) که یکی از خوانندگان گروه مشهور اسپایس گرلز بود، زندگی می‌کند. بکام دارای ۳ پسر و ۱ دختر است.

## پیشینه فوتبال

### پیشینه باشگاهی
دیوید بکام دوران بازیگری حرفه‌ای خود را از تیم جوانان منچستر یونایتد آغاز کرد. چند ماه بعد وی برای بازی در جام اتحادیه انگلستان به تیم بزرگسالان دعوت شد و پیراهن شماره ۷ را که قبلاً تن بزرگان منچستر یونایتد بود پوشید. هر چند در نخستین حضور خود در تیم بزرگسالان منچستر یوناتید نیمکت‌نشین بود. ولی دو سال و نیم بعد بکام به همراه تیم بزرگسالان برای اولین بار حضور در لیگ برتر را تجربه کرد. فصل ۱۹۹۵–۱۹۹۶ اولین حضور بکام در لیگ برتر بود.

#### منچستر یونایتد
سرانجام دیوید بکام در ۲ آوریل ۱۹۹۵ نخستین بازی خود را در لیگ برتر مقابل لیدز یونایتد تجربه کرد.
دیوید ابتدا در پست هافبک راست مشغول به بازی شد که پیش از آن پست آندری کانچلسکیس در منچستر محسوب می‌شد و گل‌های زیبای خود را از همین‌جا آغاز کرد. مخصوصاً گل به یادماندنی او در مرحله نیمه نهایی جام حذفی فوتبال انگلستان در مقابل چلسی که این فصل با قهرمانی در دو جام برای شیاطین سرخ به پایان رسید.
فصل ۱۹۹۶–۱۹۹۷ دومین فصل حضور وی در لیگ برتر بود. او مشهورترین گل خود را در این فصل و در مقابل تیم ویمبلدون به ثمر رساند و با ضربه‌ای زیبا از وسط زمین دروازه ویمبلدون را در ورزشگاه سلهارست پارک باز کرد. او نخستین حضور خود در تیم ملی انگلستان را در ۱ سپتامبر ۱۹۹۶ تجربه کرد و به همراه این تیم به مصاف مولداوی در کیشیناو رفت. پیش از آن دیدار، بکام سابقه بازی در تیم ملی زیر ۲۱ سال انگلستان را در کارنامه خود داشت.
بکام در سال ۱۹۹۷ به همراه منچستر یونایتد به عنوان قهرمانی لیگ برتر انگلستان دست یافت. او بدون شک نقش به سزایی در این قهرمانی ایفا کرد و به عنوان بازیکن برتر انگلستان در این سال برگزیده شد.
بکام در نخستین بازی فصل ۱۹۹۸–۱۹۹۹ منچستر یونایتد برابر لستر سیتی باز هم منجی شیاطین سرخ شد و با گلی زیبا از روی یک ضربه کاشته منچستر را از شکست نجات داد. سال ۱۹۹۹ برای بکام سالی پر از افتخار بود. قهرمانی در لیگ برتر انگلستان، قهرمانی در جام حذفی و سرانجام قهرمانی لیگ قهرمانان اروپا کلکسیون افتخارات این بازیکن را کامل کرد.

#### رئال مادرید
باشگاه فوتبال بارسلونا نخستین باشگاهی بود که رسماً درخواست خود را برای جذب دیوید بکام تقدیم منچستر یونایتد کرد. اما دیوید بکام در ژوئن سال ۲۰۰۳ باعقد یک قرارداد چهار ساله به تیم رئال مادرید پیوست. منچستر در ابتدای قرارداد خود با رئال مبلغ ۱۷/۵ میلیون پوند بابت فروش بکام دریافت کرد که این مبلغ با توجه به حضور بکام در رقابت‌های لیگ قهرمانان و نمایش او در رئال تا ۲۵ میلیون پوند قابل افزایش بود.

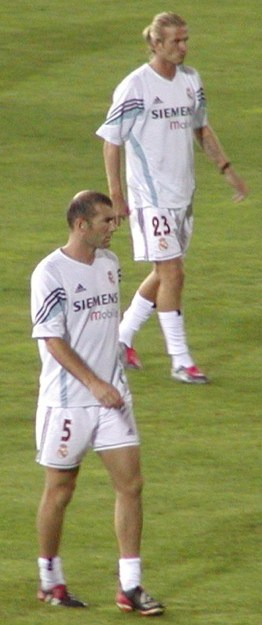
دیوید بکام در کنار زیدان در رئال مادرید

سرانجام بکام راهی رئال مادرید شد و جدایی او از منچستر یونایتد خلاء بزرگی در خط میانی این تیم به‌وجود آورد. سرخپوشان اولدترافورد با از دست دادن کاپیتان تیم ملی انگلستان شاید توجه بسیاری از رسانه‌ها و محافل ورزشی را که معطوف به بکام بود از دست دادند. بکام طی سال‌های حضور خود در منچستر در ۳۹۷ بازی که برای این تیم انجام داد ۸۶ گل به ثمر رساند.
شروع به کار بکام در رئال مادرید با انتقادات زیادی همراه بود. بسیاری معتقد بودند که او نمی‌تواند در تیم رئال مادرید شرایط آرمانی خود را بازیابد و همانند گذشته بازی‌های خوبی از خود ارائه دهد. اما او پاسخ هواداران را به گونه‌ای دیگر داد و در سه بازی مختلفی که برای رئال مادرید به میدان رفت دو بار گل زد. هر چند پس از آن ادعایی بر ارتباط نامشروع بکام علاوه بر زندگی خصوصی بر فوتبال او تأثیر زیادی گذاشت. فصلی که بکام به همراه رئال بدون کسب هیچ عنوانی پشت سر گذاشت.

#### لس آنجلس گلکسی
دیوید پس از آمدن فابیو کاپلو به رئال به یک نیمکت‌نشین تبدیل شد. البته بعدها فابیو کاپلو اذعان کرد که دلیل این نیمکت‌نشینی‌ها کالدرون مدیر وقت باشگاه رئال مادرید بوده‌است. فصل ۲۰۰۶–۲۰۰۷ رئال مادرید به شدت برای قهرمانی می‌جنگید. ولی نتایج مطلوبی را کسب نمی‌کرد. در این زمان بود که کاپلو با بازی دادن به بکام و تأثیر بسزای بکام در بازی‌ها توانست در نهایت به قهرمانی در لا لیگا دست یابد. در عین حال بکام که از این نیمکت‌نشینی‌ها و به‌خصوص عدم تمایل باشگاه برای تمدید قرارداد با وی ناراضی بود تصمیم گرفت با قرادادی ۵ ساله و رقم ۲۵۰ میلیون دلار به باشگاه فوتبال لس آنجلس گلکسی بپیوندد. این قرارداد شش ماه زودتر از پایان فصل بسته شد. ولی بکام تا آخر فصل در رئال توپ زد.

#### آ.ث. میلان
بکام نیم‌فصل دوم سال‌های ۲۰۰۹ و ۲۰۱۰ را با توجه به تعطیلی لیگ آمریکا به صورت قرضی با شماره ۳۲ در تیم آ.ث. میلان سپری کرد. او موفق شد با پیراهن میلان ۲ گل به‌ثمر برساند.

#### پاری سن ژرمن
بکام در اواخر ژانویه ۲۰۱۳ در تمرینات آرسنال شرکت کرد. ولی آرسن ونگر سرمربی این تیم به جذب او علاقه‌ای نشان نداد. در نهایت باشگاه فوتبال پاری سن-ژرمن با عقد قراردادی ۵ ماهه وی را جذب کرد. وی پس از عقد این قرارداد اعلام کرد که همه مبلغ این قرارداد را به یک بنیاد خیریه کودکان اهدا می‌کند. شماره بکام باز هم ۳۲ بود.
در ۱۶ می ۲۰۱۳ بکام اعلام کرد که پس از فصل جاری که در آن به قهرمانی زودرس نیز دست یافته بود، از فوتبال خداحافظی خواهد کرد.

### حضور در تیم ملی
دیوید بکام یکی از بهترین‌های جهان در زدن ضربات آزاد محسوب می‌شود. او از پاس‌های فوق‌العاده‌ای نیز برخوردار است. او در سال ۱۹۹۹ در لیگ قهرمانان اروپا با تیم منچستر یونایتد مقابل بایرن مونیخ به قهرمانی رسید. در این بازی که با نتیجه ۲ بر ۱ به پایان رسید او دو پاس گل داد و بهترین بازیکن میدان بود.
گلن هادل سرمربی وقت تیم ملی انگلستان بکام را برای حضور در رقابت‌های جام جهانی ۹۸ فرانسه دعوت کرد. او در دو بازی نخست انگلستان نیمکت‌نشین بود. اما در سومین بازی تیم ملی انگلستان مقابل کلمبیا به میدان رفت و گلی زیبا روی یک ضربه آزاد به‌ثمر رساند و در واقع نخستین گل ملی خود برای انگلستان را در همین بازی به‌ثمر رساند.
در جام جهانی ۱۹۹۸ و دیدار انگلستان و آرژانتین، درگیری بکام با دیگو سیمئونه منجر به اخراج این بازیکن شد و شاید همین امر نقش زیادی در شکست تیم ملی انگلستان در این بازی حیثیتی داشت. اما بکام همچنان به پیشرفت ادامه داد. درخشش او در سال ۱۹۹۹ وی را در کنار ریوالدو کاندیدای دریافت عنوان بهترین بازیکن اروپا و جهان کرد.
در نوامبر ۲۰۰۰ پیتر تیلور سرمربی وقت تیم ملی انگلستان بازوبند کاپیتانی را برای نخستین بار در بازی دوستانه انگلستان مقابل ایتالیا بر بازوی دیوید بکام بست. پس از بازنشستگی آلن شیرر و به دنبال او تونی آدامز حالا نوبت به دیوید رسیده بود تا در داخل زمین هدایت بازیکنان تیم ملی انگلستان را بر عهده بگیرید.
سون یوران اریکسون نیز در نخستین حضور خود به عنوان سرمربی جدید تیم ملی انگلستان در یک بازی دوستانه در ورزشگاه ویلا پارک به مصاف اسپانیا رفت و سه بر صفر حریف خود را مغلوب کرد.
بکام در رقابت‌های مقدماتی جام جهانی ۲۰۰۲ عنوان کاپیتانی خود را در تیم ملی انگلستان حفظ کرد. در مارس ۲۰۰۱ انگلستان در آنفیلد میزبان فنلاند بود و گل بکام بود که منجر به پیروزی ۲ بر ۱ انگلستان برابر فنلاند شد.

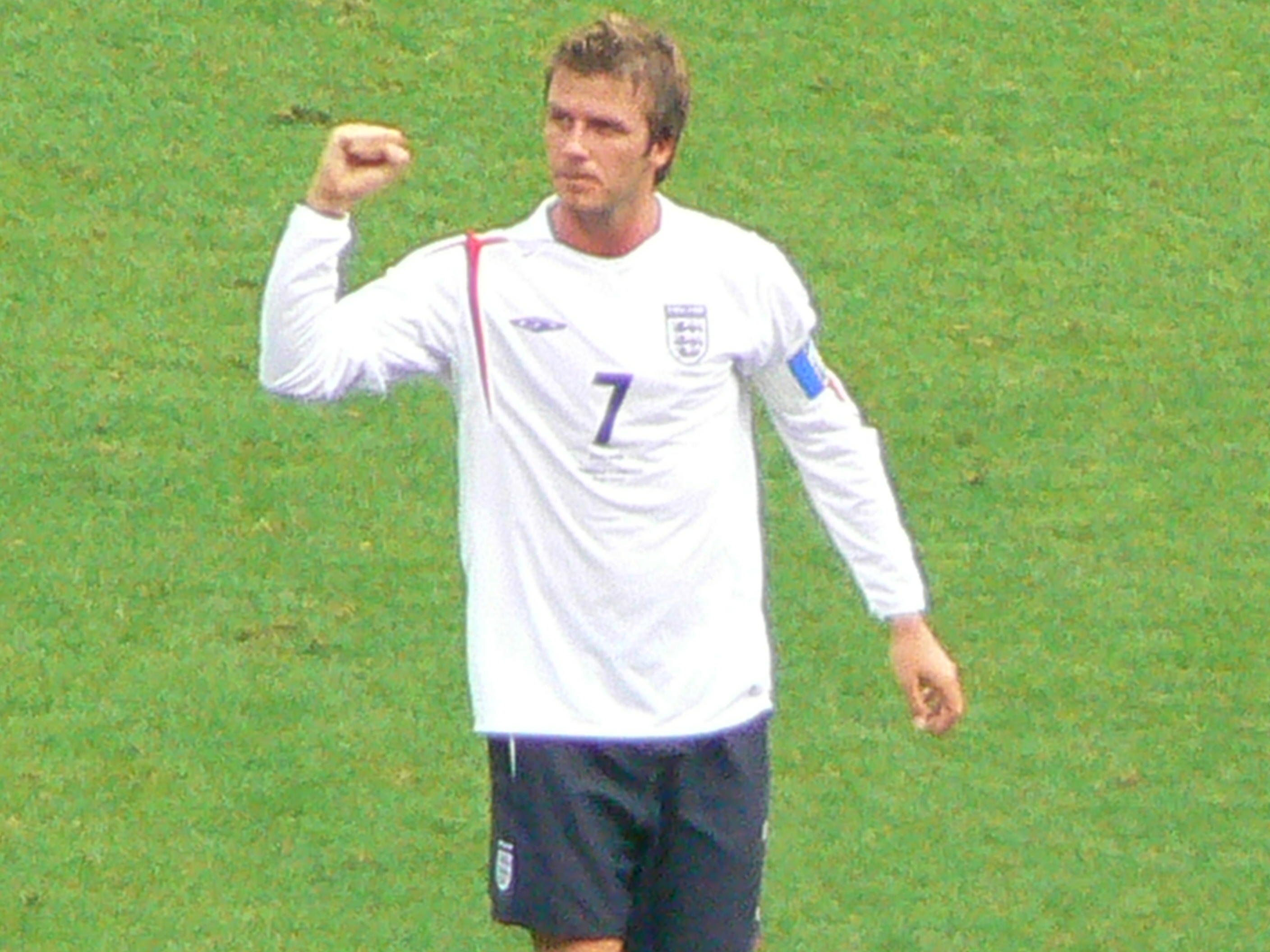
دیوید بکام با بازوبند کاپیتانی تیم ملی انگلستان.

کاپیتان تیم ملی انگلستان در بازی‌های مقدماتی یورو ۲۰۰۴ هم برای تیم کشورش درخشید و در چهار بازی نخست تیم ملی انگلستان در مرحله مقدماتی رقابت‌ها گلزنی کرد. اما در دیدار جنجالی انگلستان مقابل ترکیه از بازی اخراج شد و به دنبال آن بازی ماه ژوئن مقابل تیم اسلواکی را از دست داد. در پایان آن فصل همه توجه مطبوعات معطوف به آینده بکام بود. بازیکنی که مورد توجه آ.اس. رم، آ.ث. میلان، رئال مادرید و بارسلونا قرار گرفته بود و همه این تیم‌ها خواهان جذب او بودند.
در تابستان سال ۲۰۰۴ بکام بازی‌های بسیار ضعیفی را در رقابت‌هایی یورو ۲۰۰۴ از خود به نمایش گذاشت و با از دست دادن دو پنالتی حساس موجبات حذف تیم ملی انگلستان از گردونه این رقابت‌ها را فراهم کرد.
دیوید بکام در سال ۲۰۰۶ در جام جهانی آلمان به همراه تیم انگلستان به مقامی دست نیافت.
تیم ملی انگلستان با مربیگری استیو مک‌کلارن از صعود به مرحله نهائی یورو ۲۰۰۸ بازماند تا مک لارن جای خود را به فابیو کاپلو دهد.
کاپلو با دعوت دوباره از بکام بازوبند کاپیتانی را دوباره به وی داد و در بازی دوستانه مقابل آمریکا طی مراسمی از بکام بابت صدمین بازی ملی تجلیل شد.

### خداحافظی از فوتبال
او در پایان فصل ۲۰۱۲–۲۰۱۳ با پیراهن پاری سن-ژرمن از دنیای فوتبال خداحافظی کرد.

## افتخارات و دستاوردها

### باشگاهی

#### منچستر یونایتد
- قهرمانی لیگ جزیره انگلستان (۶): ۹۶–۱۹۹۵، ۹۷–۱۹۹۶، ۹۹–۱۹۹۸، ۰۰–۱۹۹۹، ۰۱–۲۰۰۰، ۰۳–۲۰۰۲.
- قهرمانی جام حذفی (۲): ۹۹–۱۹۹۸ ،۹۶–۱۹۹۵
- قهرمانی جام اتحادیه (۲): ۱۹۹۶، ۱۹۹۹.
- قهرمانی لیگ قهرمانان اروپا: ۹۹–۱۹۹۸.
- قهرمانی سوپر جام اروپا: ۱۹۹۹.
- قهرمانی جام بین قاره‌ای: ۱۹۹۹.
- قهرمانی جام حذفی جوانان: ۱۹۹۲.

#### رئال مادرید
- قهرمانی لالیگا: ۰۷–۲۰۰۶.
- قهرمانی سوپرکاپ اسپانیا: ۲۰۰۳

#### لس آنجلس گلکسی
- قهرمانی جام ام‌ال اس: ۲۰۱۱، ۲۰۱۲
- قهرمانی جام ام‌ال اس کنفرانس‌های غربی
  - برندگان (فصل به‌طور منظم): ۲۰۰۹، ۲۰۱۰، ۲۰۱۱
  - برندگان (پلی آف): ۲۰۰۹، ۲۰۱۰، ۲۰۱۲

#### پاری سن ژرمن
- قهرمانی لیگ ۱: ۲۰۱۳

### فردی
- توپ طلای اروپا: ۱۹۹۹ (نفر دوم)
- جایزه نقره بازیکن سال فوتبال جهان (۲): ۱۹۹۹، ۲۰۰۱
- برترین بازیکن باشگاهی سال اروپا: ۹۹–۱۹۹۸
- برترین هافبک باشگاهی سال اروپا: ۹۹–۱۹۹۸
- بازیکن سال فوتبال انگلستان: ۲۰۰۳
- بازیکن سال پی‌اف‌ای: ۹۷–۱۹۹۶
- بیشترین پاس گل لیگ جزیره (۳): ۰۱–۲۰۰۰ ،۲۰۰۰–۱۹۹۹ ،۹۹–۱۹۹۸
- بهترین بازیکن فصل رئال مادرید: ۰۶–۲۰۰۵
- عضو تیم منتخب سال اروپا (۲): ۲۰۰۱، ۲۰۰۳
- عضو تیم منتخب سال به انتخاب اروپا اسپورت مدیا: ۹۹–۱۹۹۸
- عضو تیم منتخب فصل لیگ جزیره (۴): ۹۷–۱۹۹۶،
۹۸–۱۹۹۷، ۹۹–۱۹۹۸، ۲۰۰۰–۱۹۹۹
- عضو تیم منتخب دهه فوتبال انگلیس (۲۰۰۷–۱۹۹۷): ۲۰۰۷
- شخصیت ورزشی سال به انتخاب بی‌بی‌سی: ۲۰۰۱
- بهترین فوتبالیست مرد سال به انتخاب ای‌اس‌پی‌ان: ۲۰۰۴
- بهترین بازیکن لیگ برتر آمریکا به انتخاب ای‌اس‌پی‌ان (۲): ۲۰۰۸، ۲۰۱۲
- گل برگزیده دهه لیگ جزیره: ۱۷ اوت ۱۹۹۷ (بازی منچستر با ویمبلدون)
- عضو فیفا ۱۰۰: ۲۰۰۴
- عضو اسطوره‌های تاریخ فوتبال به انتخاب فدراسیون بین‌المللی تاریخ و آمار فوتبال

## دوری از مربیگری
دیوید بکام بارها تأکید کرده است که خود را فردی می‌داند که «اگر کاری برایش طبیعی و درست به نظر نرسد، وارد آن نمی‌شود.» برای همین از ورود به مربی‌گری خودداری می‌کند.

## خانواده
ادوارد آلن بکام (کارمند شرکت گاز)، پدر و ساندرا جورجینا (آرایشگر) مادر دیوید بکام هستند. دیوید بکام خود را یک‌نیمه یهودی می‌داند. پدربزرگ مادری بکام یک یهودی بود. بکام خود اذعان کرده‌است که بیش از هر مذهبی با یهودیت در ارتباط بوده‌است. از این رو، بکام در زمره برجسته‌ترین ستارگان یهودی‌تبار تاریخ ورزش فوتبال قرار دارد.
دیوید بکام در سال ۱۹۹۹ با ویکتوریا آدامز ازدواج کرد. آنها چهار فرزند دارند. بروکلین فرزند نخست آنها در سال ۱۹۹۹ چشم به جهان گشود.
بکام به باغبانی، زنبورداری و سبک زندگی روستایی علاقه دارد.

### ارتباط با خانواده پادشاهی
دیوید بکام از حامیان دیرینه بنیاد پادشاه چارلز است. وی همواره از میهمانان مراسم رسمی پادشاهی بریتانیا بوده است.

## ثروت
ارزش امپراتوری مالی که بکام با همسر خود صاحب آن است در سال ۲۰۲۵ بیش از ۶۰۰ میلیون دلار برآورد شد.

### باشگاه اینتر میامی
او باشگاه فوتبال اینتر میامی را در سال ۲۰۱۴ در لیگ برتر فوتبال آمریکا تنها با ۲۵ میلیون دلار تأسیس کرد. این تصمیم در آن هنگام با تردیدهای زیادی همراه بود. اما در سال ۲۰۲۵ ارزش این باشگاه پس از جذب ستاره‌هایی چون لیونل مسی به بیش از یک میلیارد و دویست میلیون دلار رسید. سهم دیوید بکام در این باشگاه حدود ۲۶ درصد (۳۱۲ میلیون دلار) است. همچنین این باشگاه نقشی نمادین در تثبیت نام بکام در فوتبال آمریکای شمالی ایفا کرده است. او از نام این باشگاه برای گسترش کسب‌وکار خود در آمریکای لاتین و آسیا استفاده می‌کند.

### برنامه‌های مستند
دیوید بکام در چند برنامه مستند درباره زندگی خود شرکت کرده که محبوبیت زیادی داشته‌اند.

### برند دیوید بکام
بکام در سال ۲۰۲۲ با واگذاری ۵۵ درصد از حقوق تجاری برند شخصی خود به یکی از بزرگ‌ترین شرکت‌های مدیریت چهره‌های سرشناس ۲۰۰ میلیون دلار پول نقد و ۵۰ میلیون دلار سهم بدست آورد. برند دیوید بکام در زمینه‌های تولید مکمل‌های غذایی، پوشاک مردانه، لوازم خانگی، نوشیدنی و فناوری پوشیدنی‌های سلامت‌محور فعالیت می‌کند. اما مهم‌ترین محصول برند او، عطر دیوید بکام است.

### برند مُد ویکتوریا بکام
برند مُد ویکتوریا بکام سالانه درآمدی بیش از ۱۱۲ میلیون دلار دارد و ارزش کلی آن حدود ۴۷۰ میلیون دلار برآورد می‌شود. شرکت او که در آغاز به سرمایه‌گذاری مستقیم دیوید نیاز داشت.

### خانواده
فرزندان دیوید و ویکتوریا بکام نیز در بازاریابی فعالیت‌های تجاری خانواده خود فعال هستند. همه اعضای این خانواده، فعالیت گسترده‌ای در شبکه‌های اجتماعی دارند. خانواده بکام در مسیر تبدیل شدن به یکی از نخستین زوج‌های میلیارد دلاری دنیای ورزش، مد و رسانه قرار دارند.

## فعالیت‌های بشردوستانه
دیوید بکام از سال ۲۰۰۵ به‌عنوان سفیر حسن‌نیت یونیسف فعالیت می‌کند. او در سال ۲۰۲۵ و همزمان با جشن پنجاه‌سالگی خود کارزاری برای جمع‌آوری کمک‌های مالی به نفع کودکان آسیب‌پذیر راه‌اندازی کرد. تایم او را در فهرست «۱۰۰ رهبر تأثیرگذار در امور خیریه» قرار داده است. او در مجمع جهانی اقتصاد در داووس، جایزه‌‌‌ای برای فعالیت‌های بشردوستانه دریافت کرد.